# Petrocelli
Pour les articles homonymes, voir Petrocelli (homonymie).
Petrocelli est une série télévisée américaine en 44 épisodes de 48 minutes, créée par Harold Buchman et Sidney J. Furie et diffusée entre le 11 septembre 1974 et le 31 mars 1976 sur le réseau NBC.
Cette série est inédite dans les pays francophones.

## Distribution
- Barry Newman : Anthony J. Petrocelli
- Susan Howard : Maggie Petrocelli
- Albert Salmi : Pete Ritter
- David Huddleston : Lt. John Ponce

## Épisodes

### Première saison (1974-1975)
1. The Golden Cage
2. Music to Die By
3. By Reason of Madness
4. Edge of Evil
5. A Life for a Life
6. Death in High Places
7. The Double Negative
8. Mirror, Mirror on the Wall
9. An Act of Love
10. A Very Lonely Lady
11. Counterplay
12. A Covenant with Evil
13. The Sleep of Reason
14. A Fallen Idol
15. Once Upon a Victim
16. The Kidnapping
17. A Lonely Victim
18. The Outsiders
19. Vengeance in White
20. Four the Hard Way
21. Death in Small Doses
22. A Night of Terror

### Deuxième saison (1975-1976)
1. Death Ride
2. Mark of Cain
3. Five Yards of Trouble
4. One Killer Too Many
5. Chain of Command
6. To See No Evil
7. Terror on Wheels
8. The Gamblers
9. Terror by the Book
10. Face of Evil
11. Too Many Alibis
12. A Deadly Vow
13. The Falling Star
14. Survival
15. The Night Visitor
16. Blood Money
17. Any Number Can Die
18. Six Strings of Guilt
19. Deadly Journey
20. The Pay Off
21. Shadow of a Doubt
22. Jubilee Jones